# バトルロイヤル王座「チャンプルー王」
バトルロイヤル王座「チャンプルー王」（バトルロイヤルおうざ「チャンプルーおう」）は、琉球ドラゴンプロレスリングが管理、認定していた王座。

## 歴史
2016年3月5日、琉球ドラゴンプロレスリングネーブルカデナアリーナ大会で行われた初代王座決定バトルロイヤルに勝利したティーダヒートが初代王者になった。
2020年7月19日、王者のポークたま子が引退により、空位となって事実上封印状態となる。

## 歴代王者
| 歴代  | 選手                   | 防衛回数 | 獲得日付      | 獲得場所 （対戦相手・その他）                  |
| ----- | ---------------------- | -------- | ------------- | ---------------------------------------------- |
| 初代  | ティーダヒート         | 1        | 2016年3月5日  | ネーブルカデナアリーナ 5人によるバトルロイヤル |
| 第2代 | グルクンマスク         | 0        | 2017年1月2日  | ネーブルカデナアリーナ                         |
| 第3代 | ウルトラソーキ         | 0        | 2017年5月5日  | ネーブルカデナアリーナ 返上                    |
| 第4代 | ヒージャー・キッドマン | 0        | 2018年1月3日  | ネーブルカデナアリーナ 9人によるバトルロイヤル |
| 第5代 | ポークたま子           | 3        | 2018年8月11日 | マンガ倉庫浦添店前広場 封印                    |